# 品川区立京陽小学校
品川区立京陽小学校（しながわくりつけいようしょうがっこう）は、東京都品川区平塚2丁目にある公立小学校。

## 沿革
- 1875年（明治8年）1月 - 元桐ヶ谷村の民家にて、桐渓学校として開校。
- 1878年（明治11年）
  - 6月 - 中山学校を合併し、第2中学区第13番公立小学校京陽学校と改称。
  - 9月12日 - 開校式挙行。この日を開校記念日と定める。
- 1886年（明治19年）12月18日 - 京陽尋常小学校と改称。
- 1910年（明治43年）5月15日 - 現在地に移転。
- 1923年（大正12年）9月1日 - 12時頃に関東大震災が発生したが、本校では瓦破損程度の被害だった。
- 1925年（大正14年）4月1日 - 平塚高等小学校を本校に併置し、京陽尋常高等小学校と改称。
- 1932年（昭和7年）10月1日 - 東京市京陽尋常高等小学校と改称。
- 1941年（昭和16年）4月1日 - 国民学校令により、東京市京陽国民学校と改称。
- 1943年（昭和18年）7月1日 - 東京府と東京市が統合した東京都発足により、東京都京陽国民学校と改称。
- 1945年（昭和20年）5月24日 - 空襲により校舎全焼。
- 1947年（昭和22年）4月1日 - 学制改革により、東京都品川区立京陽小学校と改称。
- 1952年（昭和27年）11月25日 - プール完成（7m×25m）。
- 1954年（昭和29年）3月2日 - 校歌制定。
- 1962年（昭和37年）3月22日 - 屋内体育館完成。
- 1967年（昭和42年）10月12日 - 開校90周年記念式典挙行。
- 1970年（昭和45年）
  - 6月30日 - 「よい校風」の碑と岩石園完成。
  - 10月12日 - 開校95周年記念式典挙行。
- 1975年（昭和50年）
  - 6月30日 - 校庭舗装工事完了。
  - 10月29日 - 校舎改築落成式挙行。
- 1978年（昭和53年）
  - 11月10日 - 開校100周年記念カプセル完成。
  - 11月11日 - 開校100周年記念式典挙行。
  - 11月26日 - 開校100周年を祝う会開催。
- 1983年（昭和58年）8月31日 - 校庭改修工事完了。
- 1984年（昭和59年）7月20日 - プール改築（9m×25m）。
- 1987年（昭和62年）
  - 3月14日 - 体育館落成を祝う会開催。
  - 8月31日 - 窓枠アルミサッシ、北側校舎外壁改修工事完了。
- 1988年（昭和63年）
  - 3月31日 - 防犯工事完了。
  - 10月22日 - 開校110周年記念式典挙行。
- 1990年（平成2年）
  - 8月31日 - 西側校舎外壁改修工事完了。
  - 11月10日 - 屋上改修工事完了。
- 1992年（平成4年）
  - 9月14日 - 理科室改修工事完了。
  - 12月4日 - 校庭遊具（登り棒・雲梯）改修工事完了。
- 1993年（平成5年）
  - 8月20日 - 家庭科室改修工事完了。
  - 9月10日 - 開校115周年記念式典挙行。
- 1996年（平成8年）
  - 8月23日 - 防災簡易便槽・備蓄倉庫設置工事完了。
  - 8月31日 - 階段室防火扉・校庭改修工事完了。
  - 10月3日 - パソコン室設置（パソコン13台導入）。
- 1997年（平成9年）
  - 3月31日 - 防災井戸設置工事完了。
  - 12月8日 - 音楽室音場補正装置設置。
- 1998年（平成10年）
  - 3月10日 - 新校旗完成。
  - 8月31日 - 廊下・階段室塗装工事完了。
  - 11月7日 - 開校120周年記念式典・祝賀会挙行。
- 1999年（平成11年）
  - 3月6日 - 屋外掲示板除幕式挙行。
  - 3月24日 - 昭和19年卒業児童「卒業式」挙行。
- 2000年（平成12年）
  - 8月24日 - パソコン室に22台のパソコン導入。
  - 9月1日 - 京陽小学校ホームページ開設。
  - 9月21日 - 疎開児童の像完成。
- 2001年（平成13年）8月31日 - 多目的室新設。給食室ドライシステム改修工事。
- 2003年（平成15年）
  - 3月31日 - 普通教室空調設備工事完了。
  - 9月11日 - 開校125周年記念集会開催。
- 2003年（平成15年）9月17日 - すまいるスクール京陽開校。
- 2005年（平成17年）9月1日 - 学校図書館オンライン化と校門電子鍵工事完了。
- 2006年（平成18年）8月31日 - 運動場全面改修。
- 2007年（平成19年）
  - 3月31日 - 非常用電源・電灯設置。
  - 8月31日 - 太陽光・風力発電設置。
- 2008年（平成20年）
  - 8月3日 - 開校100周年記念タイムカプセル開封式。
  - 11月8日 - 開校130周年記念式典・祝う会挙行。
- 2009年（平成21年）
  - 3月23日 - 開校130周年記念タイムカプセル集会。
  - 9月30日 - 校舎耐震化工事完了。
- 2011年（平成23年）
  - 4月1日 - 金管バンド設立。
  - 8月31日 - 西側校舎トイレ改修工事完了。
- 2014年（平成26年） - ICT機器（プロジェクター、書画カメラ、授業用パソコン）を、各学級・専科教室等に設置。
- 2015年（平成27年） - 体育館大空間落下防止対策工事（LEDライト、バスケットゴール、スピーカー等）。
- 2016年（平成28年） - 校内・校庭照明設備LEDライト化。
- 2018年（平成30年）
  - 9月21日 - 開校140周年記念集会開催。
  - 10月20日 - 開校140周年記念式典挙行。

## 学区
出典
- 荏原1丁目（15番～18番、20番～23番）
- 荏原2丁目（1番～3番、9番、18番）
- 平塚1丁目（全域）
- 平塚2丁目（全域）
- 平塚3丁目（全域）

## 進学先中学校
出典
公立学校に進学する場合
- 品川区立戸越台中学校 - 平塚1丁目から通う児童の進学先
- 品川区立荏原平塚学園（後期課程） - 平塚1丁目を除く地域から通う児童の進学先

## 周辺
- ひらさん広場
- 東急電鉄池上線戸越銀座駅
- 戸越銀座通り
- 東京都清掃事務所荏原庁舎
- 品川区立荏原平塚学園 - 平塚3丁目に所在し、なおかつ後期課程への進学先[2]。

## アクセス
- 東急池上線戸越銀座駅（出口2）から、徒歩約270m・約4分。
- 都営地下鉄浅草線戸越駅（出口3）から、徒歩約460m・約7分。
- 首都高2号目黒線
  - 戸越出口から、車で約1.3km・約3分（国道1号（第二京浜）経由）。
  - 荏原出口から、車で約805m・約2分（都道2号（中原街道）経由）。